# Cal Solé
Cal Solé és una obra de Calafell (Baix Penedès) protegida com a bé cultural d'interès local.

## Descripció
Es tracta d'un edifici trapezoïdal amb la façana principal orientada a l'est. Està constituït per planta baixa i dues plantes altes. Davant la façana hi ha un pati amb diverses edificacions auxiliars. Al mur que tanca el pati hi ha un portal de mig punt, de pedra picada, amb la data 1771a la clau. A la planta bixa hi ha un portal d'arc escarser de pedra treballada el cantell del qual és un boet. A la clau de l'arc hi ha la inscripció que no es pot llegir clarament. Al costat esquerre del portal hi ha una finestra i al dret una escala per accedir al primer pis. A la planta primera hi ha tres finestres amb clavellinera motllurada, brancals i llindes de pedra treballada. El cantell dels brancals i de les llindes és decorat amb una gola. També hi ha una porta rectangular. Al segon pis hi ha dues finestres.
L'edifici originàriament tenia una composició simètrica, típica d'una casa de pagès que posteriorment es va ampliar pel costat nord.
El sistema constructiu és de tipus tradicional amb murs de càrrega i sostres unidireccionals de bigues de fusta. La coberta és de teula àrab. Els murs són de maçoneria unida amb morter de calç. Les obertures de la façana són fetes de pedra tallada d'origen local